# Airto Moreira
Airto Moreira (Itaiópolis, 1941. augusztus 5. –) brazil dzsesszdobos, ütőhangszeres.

## Pályakép
Airto Moreira Itaiópolisban, Brazíliában született népgyógyítók családjában. Curitibában és São Paulóban nevelkedett. Rendkívüli tehetséget mutatott a zene iránt. Tizenhárom évesen hivatásos zenész lett. A Sambalanço Trio tagjaként, majd Hermeto Pascoallal a Quarteto Novoban  játszott. 1967-ben készített − mérföldkőnek számító felvételei miatt − figyeltek fel rá.
Nem sokkal ezután feleségét, Flora Purimot követve az Egyesült Államokba költözött. Moacir Santosnál tanult Los Angelesben. Ezután New Yorkba költözött, ahol olyan zenészekkel játszott, mint például Walter Booker basszusgitáros. Bookeren keresztül megismerte Joe Zawinult. Zawinul bemutatta neki Miles Davist. Ebben az időben Miles Davis elektronikus hangszerekkel, valamint rock- és funkritmusokkal kísérletezett. Ezt hamarosan fúziós dzsessznek kezdték nevezni. Moreira ennek a kialakuló zenei formának a legfontosabb projektjeiben részt vett.
Nagyjából két évig maradt Davisszel. Nem sokkal azután, hogy elhagyta Davist, Moreira csatlakozott Davis korábbi társaihoz, Zawinulhoz, Wayne Shorterhez és Miroslav Vitoušhoz, és a Weather Report zenekarban ütőhangszeres volt az első albumukon (1971).
Amikor elhagyta a Weather Reportot, csatlakozott Chick Corea új csapatához, a Return to Foreverhez. Dobolt a Return to Forever első két albumán (Return to Forever, Light as a Feather) 1972-ben.
Moreira közreműködött számos albumon a Rykodisc The World gyűjteményében, köztük van a The Apocalypse Now Sessions, a Däfos, a Supralingua és a Planet Drum, amely 1991-ben World Music Grammy-díjat nyert.
Moreira számos más dzsessz-sztárral is játszott, Cannonball Adderley-vel, Lee Morgannel, Paul Desmonddal, Dave Hollanddal, Jack DeJohnette-tel, John McLaughlinnal, Keith Jarrett-tel, Al Di Meolával, Zakir Hussainnel, George Duke-kal, Mickey Harttal.
Zenét komponált és közreműködött filmekben és televíziókban (pl.: Apokalipszis most, Utolsó tangó Párizsban).

## Albumok
- Natural Feelings (1970)
- Seeds On the Ground (1971)
- Free (1972)
- Fingers (1973)
- Virgin Land (1974)
- In Concert with Eumir Deodato (1974)
- Identity (1975)
- Promises of the Sun (1976)
- I'm Fine, How Are You? (1977)
- Touching You... Touching Me (1979)
- Däfos with Mickey Hart (1983)
- Misa Espiritual (1983)
- Latino/Aqui Se Puede (1984)
- Three-Way Mirror (1985)
- Humble People with Flora Purim (1985)
- The Magicians with Flora Purim (1986)
- The Colours of Life with Flora Purim (1988)
- Samba de Flora (1989)
- The Sun Is Out with Flora Purim (1987)
- Struck by Lightning (1989)
- The Other Side of This (1992)
- Killer Bees (1993)
- Homeless (2000)
- Revenge of the Killer Bees (2000)
- Life After That (2003)
- The Boston Three Party with Chick Corea, Eddie Gomez (2007)
- Alue (Selo 2017)

## Filmek
- Airto Moreira az IMDb-n

## Díjak
- Moreirát 1975 és 1982 között, aztán 1993-ban az is a lgjobb ütőhangszeresnek választották a a Down Beat kritikusai.
- 2002-ben a brazilia elnök, Fernando Henrique Cardoso a „Rio Branco rendjelellel” tüntette ki (Brazília egyik legmagasabb kitüntetése).